# Вігілій Трентський
Вігілій Трентський (італ. Vigilio di Trento, нім. Vigilius von Trient) — перший єпископ Трентський, християнський святий, священномученик, покровитель міста Тренто, регіон Трентіно-Альто-Адідже, Італія.

## Життя
Він був римським патрицієм, сином Максенції і Феодосія. Його братів, Клавдіана та Магоріана, також шанують як святих.
Вігілій отримав освіту в Афінах і, схоже, був другом святого Івана Золотоустого. Потім він поїхав до Риму .
У 380 році Вігілій оселився у місті Тренто і був обраний міським єпископом. Ймовірно, він був освячений або Амвросієм Медіоланським, або Валеріаном (Валеріаном) Аквілейським. Амвросій подарував єпископські відзнаки та виявив батьківську турботу Вігілію. Як єпископ, Вігілій намагався навернути аріан та язичників до нікейського християнства. Заснував тридцять парафій у своїй єпархії. Його традиційно вважають засновником церкви Санта-Марія-Маджоре у Тренті. Лист, авторство якого приписують Амвросію, закликає Вігілія протистояти шлюбам між християнами та язичниками. Вігілій також проповідував у Брешії та Вероні, які лежали за межами його єпархії.
Його супутниками під час його місій були святі Сисіній, Мартирій та Олександр, яких Амвросій послав на допомогу Вігілію. Традиція робить їх вихідцями з Каппадокії. Твір під назвою De Martyrio SS. Sisinnii, Martyrii et Alexandri приписується Вігілію.
Сисіній, Мартирій та Олександр були убиті в Санцено після спроби навернути місцеве населення у християнство. Вігілій пробачив їхнім вбивцям і віддав їхні рештки Іванові Золотоустому в Константинополі, а також Симпліціану, наступнику Амвросія, в Мілані. У 20 столітті деякі з цих реліквій передані з Мілана до церкви Basilica dei Ss. Martiri dell'Anaunia в Сансено.
Вігілій пов'язаний з легендою про святого Ромедія, якого часто зображують поруч із ведмедем або верхи на ньому. Згідно з агіографією, Ромедій одного разу хотів відвідати Вігілія, друга його юності, але коня Ромедія розірвав дикий ведмідь на шматки. Однак Ромедій запряг ведмедя разом зі своїм учнем Давидом. Ведмідь став слухняним і відніс Ромедія на спині до Тренто.

## Смерть

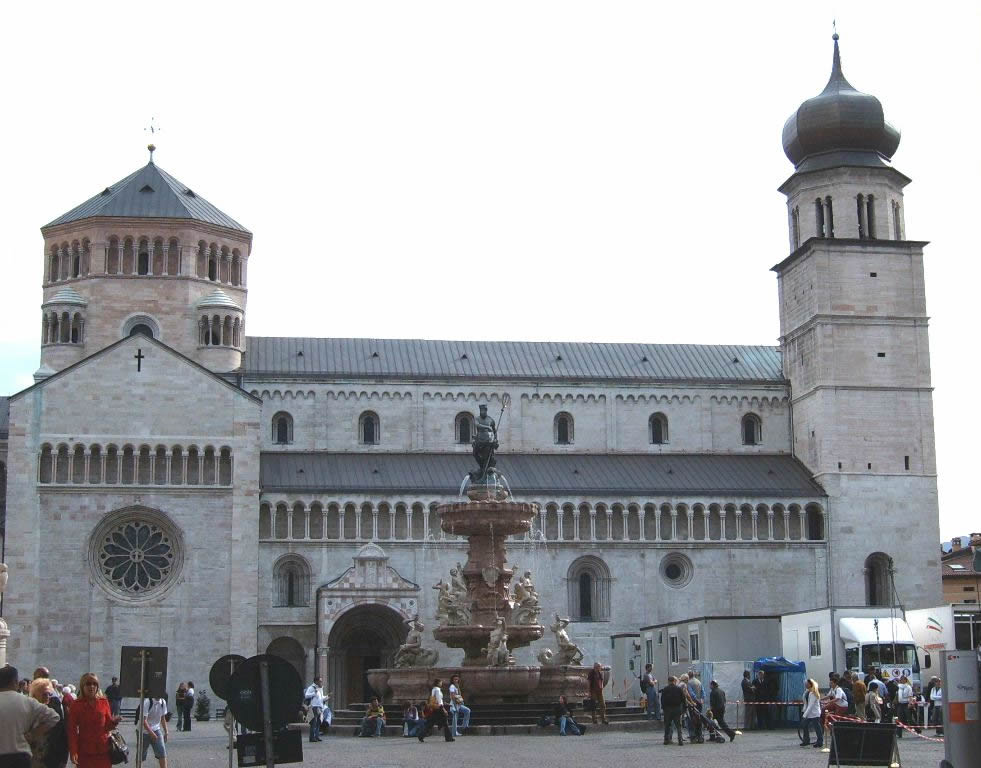
Кафедральний собор в Тренто, місце поховання Вігілія

За значно пізнішою традицією, Вігілій, якого супроводжували його брати Клавдіан і Магоріан, а також священник на ім'я Юліан, був убитий у долині Рендена, де він проповідував місцевим жителям, які поклонялися богу Сатурну. Вігілій відправив месу і перекинув статую бога в річку Сарка. Його побили камінням біля озера Гарда в районі Пунта-Сан-Вігіліо.
Вігілій був похований в церкві, збудованій ним в Тренто, яка була пізніше розширена його наступником Євгіпієм і присвячена Вігілію. Згодом вона стала кафедральним собором Тренто.